# Цюй Цзінюй
Цюй Цзінюй (16 жовтня 1986) — китайський плавець.
Учасник Олімпійських Ігор 2008 року, де в попередньому запливі на дистанції 200 метрів комплексом посів 34-те місце і не потрапив до півфіналів.